# NGC 4377
NGC 4377 (również PGC 40477 lub UGC 7501) – galaktyka soczewkowata (SA0-), znajdująca się w gwiazdozbiorze Warkocza Bereniki. Odkrył ją William Herschel 19 lutego 1784 roku. Należy do Gromady w Pannie i znajduje się w odległości około 58 milionów lat świetlnych od Ziemi.
Na niebie towarzyszą jej dwie małe galaktyki PGC 40476 (NGC 4377-3) i PGC 169245 (NGC 4377-2), jednak nie wiadomo, czy istnieje między nimi jakiś związek fizyczny, czy są to galaktyki tła.